# Molobratia kanoi
Molobratia kanoi là một loài ruồi trong họ Asilidae. Molobratia kanoi được Hradský miêu tả năm 1980. Loài này phân bố ở vùng Cổ Bắc giới và châu Á.